# Melidora
Melidora is een geslacht van vogels uit de familie van de ijsvogels (Alcedinidae). De wetenschappelijke naam van het geslacht is voor het eerst geldig gepubliceerd in 1830 door Lesson.

## Soorten
De volgende soort is bij het geslacht ingedeeld:
- Melidora macrorrhina – Haaksnavelijsvogel